# Saga de Egil Skallagrímson
La Saga de Egil Skallagrímson es una saga islandesa, por sus similitudes con otras obras que aparecen en Heimskringla, presuntamente escrita a principios del siglo XIII por Snorri Sturluson. Su protagonista es el escaldo y vikingo Egill Skallagrímsson.

## Argumento
La familia de Ulf Bjalfason (apodado lobo nocturno) vive en Fyrðafylki (Fjordane), cerca del Sogn, Noruega. Los hijos de Ulf se llaman Skalla-Grímr Kveldulfsson apodado Grímr el Calvo y Thorolf Kveldulfsson.
Como hersir al servicio del rey, Thorolf hace imposibles para satisfacer al monarca Harald I de Noruega aunque muchos son los envidiosos que le perjudican de forma cobarde con infamias hasta que el rey instigado por las malas artes de su séquito acaba matándole en una emboscada. Su padre Ulf ya había tenido sus altercados y disputas por las instigaciones contra su hijo por lo que jamás quiso jurar lealtad a la corona.
Siguiendo la tradición de honor y fidelidad por el linaje familiar, Olvir Hnufa y Skalla-Grímr fueron a la corte a pedir justicia y wergeld (compensaciones) a la corte, pero el rey les expulsó. Skalla-Grímr, su padre Ulf y Ketil Thorkelsson se toman la justicia por su mano y matan a los instigadores. El clan familiar se ve forzado a escapar y dirigirse a Islandia.
En Islandia descubren otro mundo, otras tierras y toman posesión de ellas conforme los ritos tradicionales. Skalla-Grímr se casa y tiene dos hijos Þórólfr, (en honor al difunto hermano, con quien tiene cierto parecido) y Egill Skallagrímsson, parecido a su padre, grande, tosco y taciturno. 
Egill con tres años ya domina el kenning como un escaldo adulto, con siete años mata a un compañero de juegos de un hachazo, Grím Heggsson que era cuatro años mayor, porque se burló de él. Con 17 años convence a su hermano Þórólfr, para ir a su primera expedición vikinga.
Egill visita Noruega, donde ahora gobierna Eirík Hacha Sangrienta y su consorte Gunnhild. Durante un banquete, llama la atención por su aguante como bebedor y en una trifulca atraviesa con su espada a su invitado Atleyjar y huye tras recitar la escena con estrofas hábiles e insultantes.
Participa en la conquista vikinga de Inglaterra y allí pierde a su querido hermano Þórólfr. Tras la campaña regresa a Noruega y se casa con la viuda de su hermano, Asgerd. Tras doce años de incursiones vikingas regresa a Islandia habiendo ganado gran prestigio. En 945, regresa a Noruega para resolver un pleito y se reanuda el conflicto con el rey Erico y Gunnhild, sobre todo ella que era mujer intrigante y practicante de brujería.
Egill mata a un hijo del rey para seguir con una maldición, erigiendo un Níðstöng (bastón de la infamia) con la intención que los espíritus les expulsen del país. Al poco tiempo los monarcas se ven obligados a exiliarse.
Egill desconoce el exilio real porque regresó a Islandia, para acompañar a su padre en el lecho de muerte. Le atormenta la depresión, la falta de actividad y vuelve a la mar pero naufraga en las costas de Inglaterra tras una tempestad y casualmente acaban en Northumbria donde se encuentran Erico y Gunnhild. Su amigo Arinbjørn herse es confidente del rey y le aconseja entregarse, pero el monarca no aprecia el gesto de valor y le condena a muerte al amanecer. Arinbjørn le aconseja que escriba un poema de alabanza al rey y así lo hace, consiguiendo la admiración de todos los presentes en el cadalso y obligando al rey a perdonarle de mala gana.
Egill huye a Noruega y vive nuevas aventuras, también en Värmland, Suecia.
Al regresar a Islandia otra vez, su hijo predilecto Bödvar muere ahogado y junto a la anterior muerte de otro hijo por una enfermedad, le hunde anímicamente y decide dejarse morir. Es su hija Thorgerd quien consigue sacarle de su abatimiento y le recomienda que escriba para sus hijos muertos y compone Sonatorrek.
Egill, ya viejo, desdentado, medio sordo y casi ciego muere sin conseguir ver realizado su último deseo, derramar todo el oro inglés del danegeld conseguido en sus expediciones y gozar de ver a sus compatriotas luchando entre ellos por recoger las monedas en el Thing de Grímur Svertingsson.